# Randy Orton

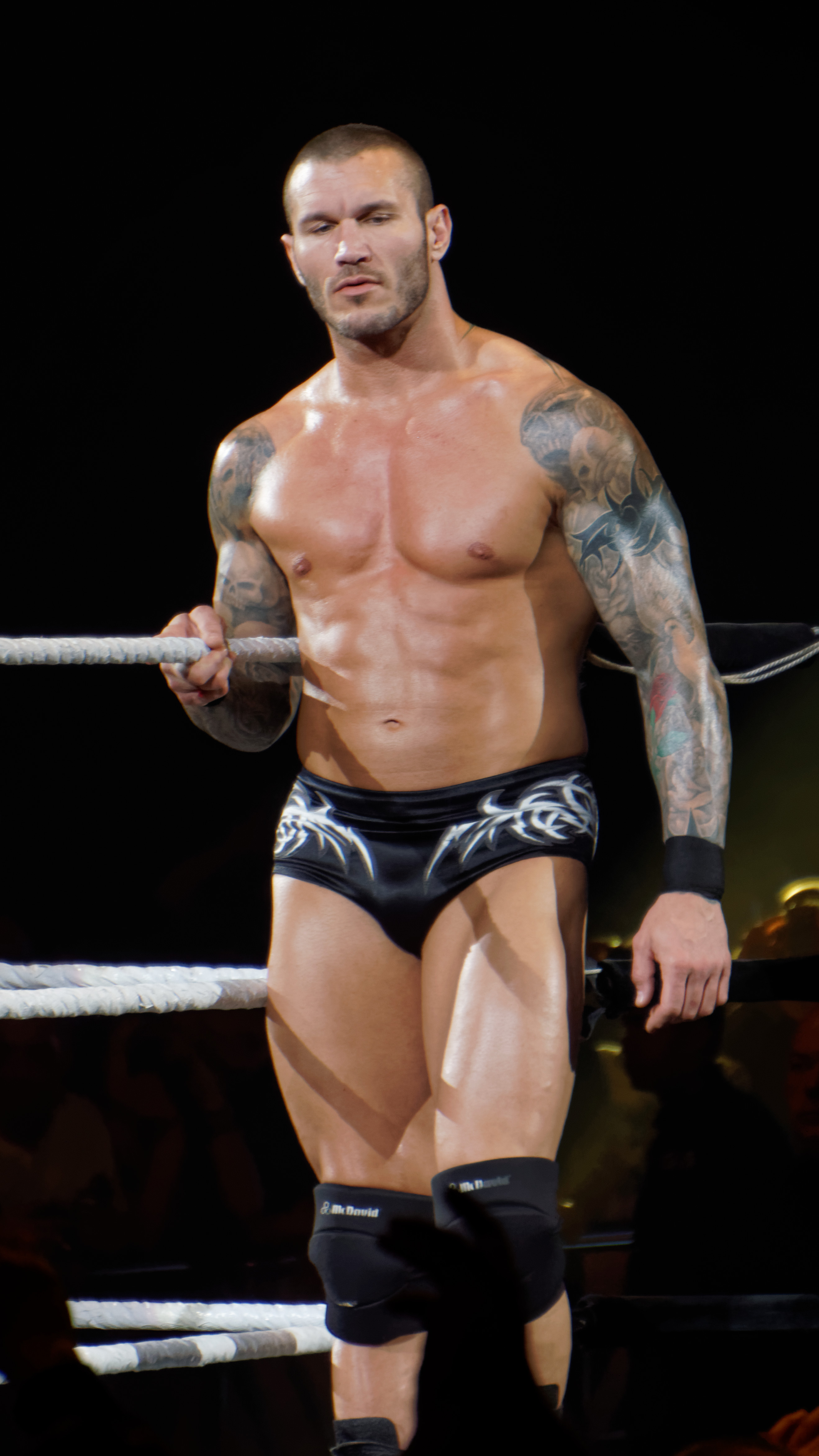
Randy Orton 2014-ben

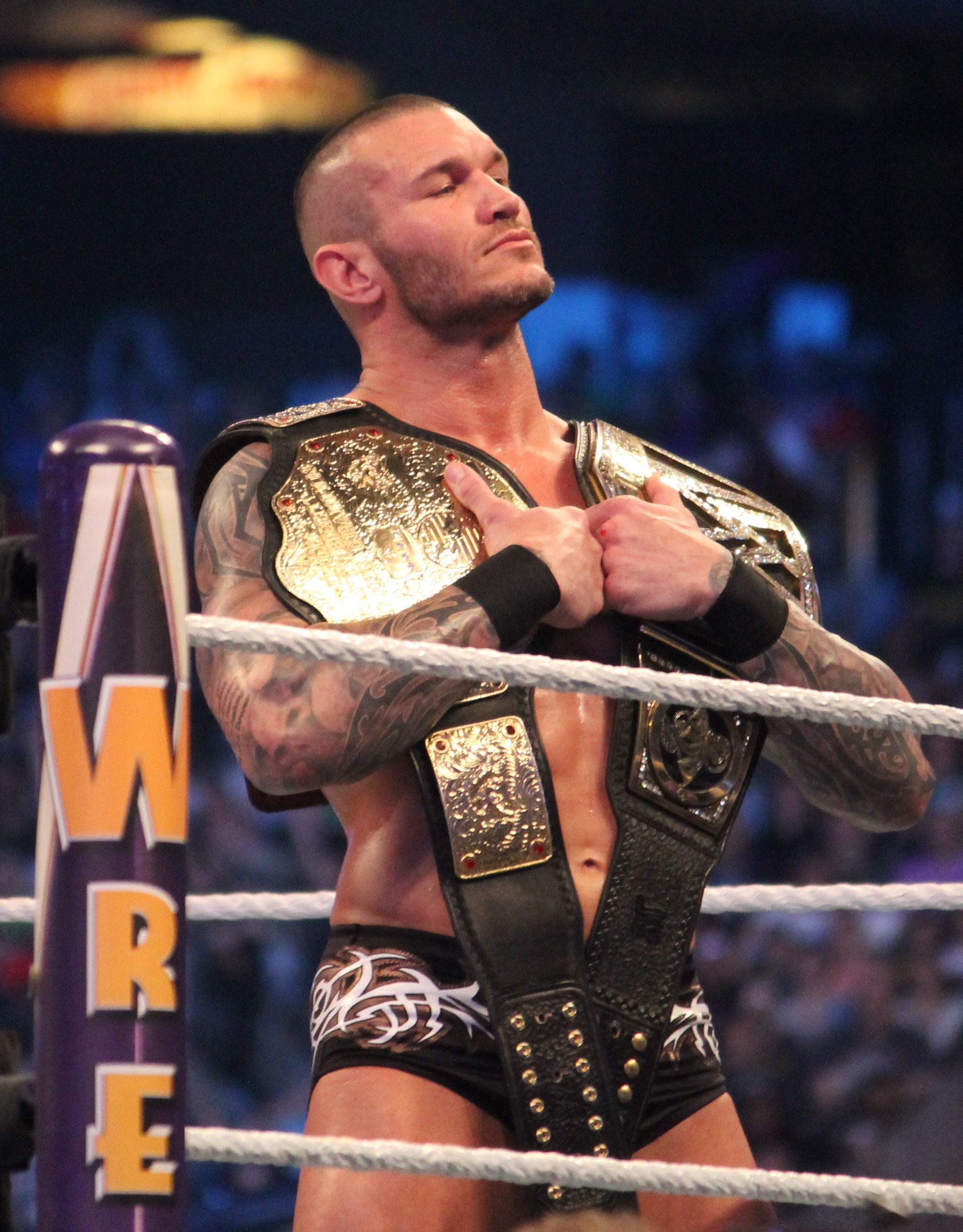
WWE bajnok 2014

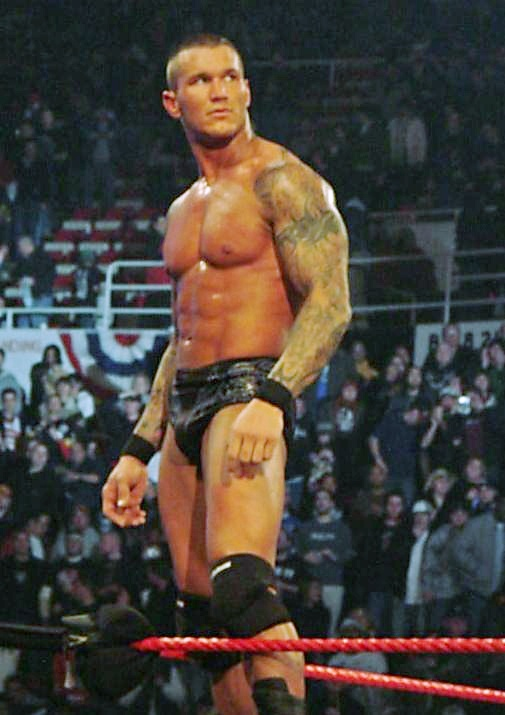
Orton 2009-ben a Royal Rumble-n

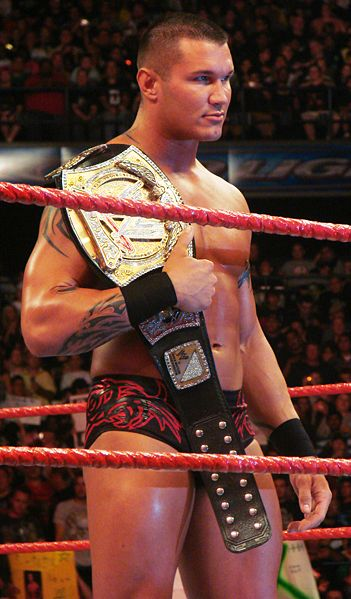
WWE bajnok, 2007

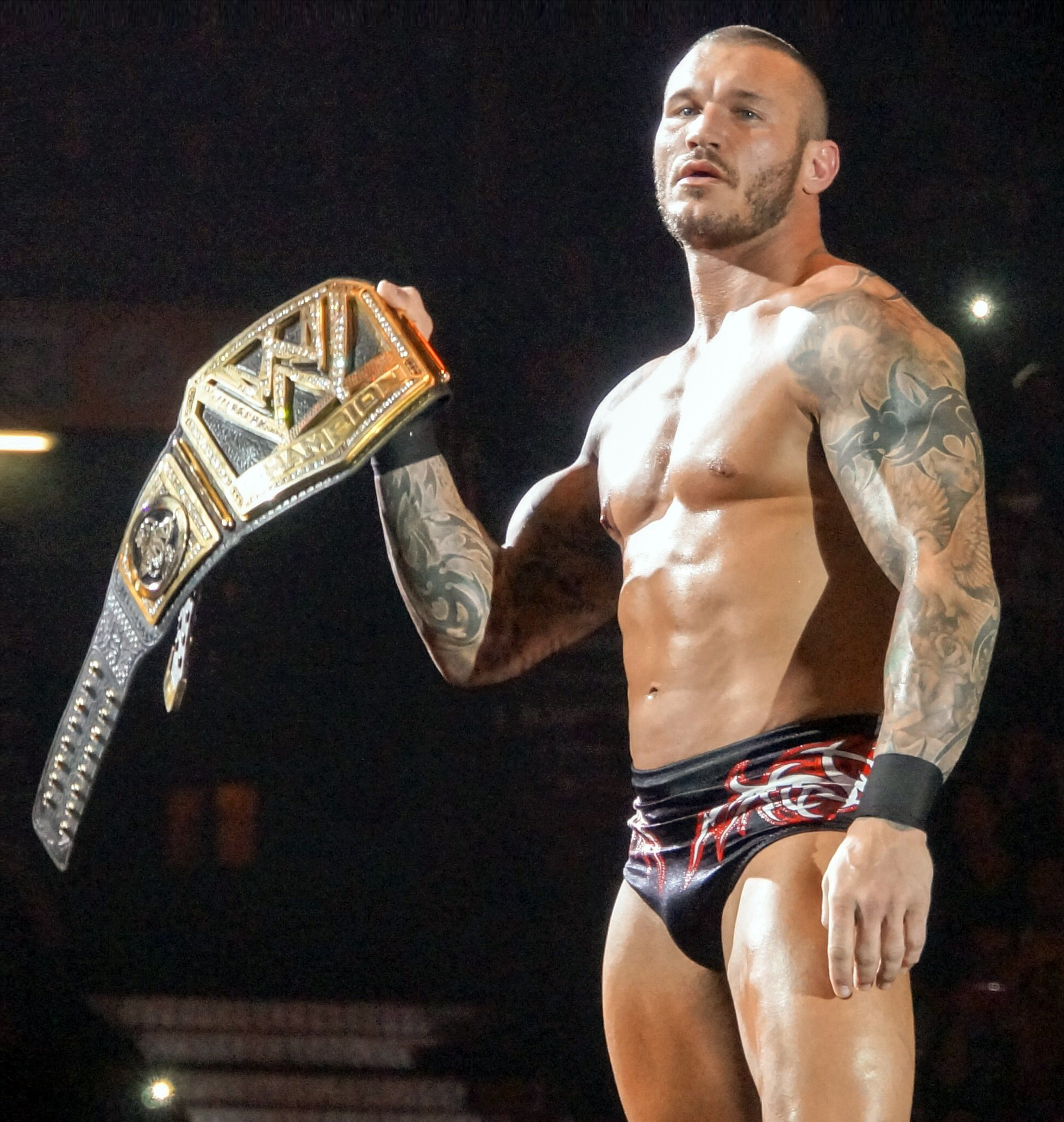
WWE bajnok, 2013

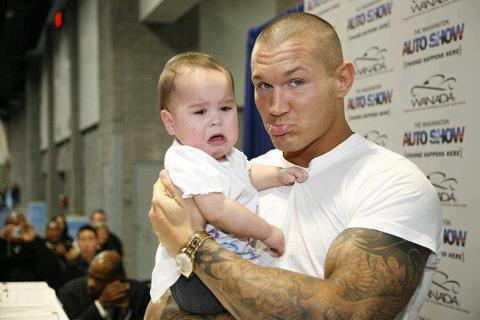
Randy Orton a kislányával

Randall Keith Orton, ismertebb nevén Randy Orton (1980. április 1. –) amerikai pankrátor és színész. Orton egy igazi pankrációs család leszármazottja: nagyapja Bob Orton, apja "Cowboy" Bob Orton, nagybátyja Barry Orton is pankrátor volt. Karrierjét a Mid-Missouri Wrestlingben kezdte, itt egy hónapot töltött el. 2001-ben szerződés kötött a WWE-vel, majd egyik kiképző bázisára, az Ohio Valley Wrestling (OVW)-be küldték. Orton 12x-es világbajnok: 9x nyerte meg a WWE nehézsúlyú világbajnoki címet és 4x a nehézsúlyú világbajnoki címet. Emellett 2x-es OVW Hardcore bajnoknak, 1x-es WWE interkontinentális bajnoknak, és 1x-es Tag Team világbajnoknak tudhatja magát. 2009-ben és 2017-ben megnyerte a Royal Rumble-t, 2013-ban pedig a Money in the Bank rendezvényt. Jelenleg a WWE-vel áll szerződésben.

## Családi háttere és korai évei
Szülei (Elaine és Bob) már pankrációs múlttal rendelkeztek, így próbálták távol tartani Randyt a pankráció világától. Figyelmeztették, hogy ha beszáll a bizniszbe, távol kell legyen a családjától. Húgát Beckynek, öccsét Nathannek hívják. Orton a Hazelwood Gimnáziumba járt. Miután elvégezte a gimnáziumot, bevonult tengerészgyalogosnak. Miután többször megrovást kapott, mert nem engedelmeskedett parancsnokának, hadbíróság elé állították és 38 napi börtönbüntetést kapott.

## Pankrátori pályafutása

### Képzése
Orton pankrátorként 2000-ben, a Mid-Missouri Wrestling Association-Southern Illinois Conference Wrestlingnél debütált. Majd egy hét múlva átment a (OVW) egyik kiképző-központjába, az OVW-hoz, ahol kétszeres OVW Hardcore bajnok lett. Utolsó meccse John Cena ellen volt.

### Evolution (2002-2005)
Orton első WWE meccse 2002. április 25-én Hardcore Holly ellen volt, amit nagy meglepetésre meg is nyert. Nem sokkal ezután Randy a rajongók kedvencévé vált és rivalizált Holly-val. Ezután Orton átkerült a RAW-ra, ahol Stevie Richards ellen győztes meccsen debütált. Orton később komoly vállsérülést szenvedett és sokat kellett kihagynia. Miután visszatért, belépett az Evolution csapatba. A 2003-as Armageddonon mutatkozott meg leginkább dominanciájuk, ahol minden RAW-on megszerezhető címet begyűjtöttek (Triple H: nehézsúlyú világbajnok, Randy Orton: interkontinentális bajnok, Batista és Ric Flair: Tag Team világbajnok). Ezután Orton sokat segített Triple H-nek, aki Kavin Nash, Kane és Bill Goldberg ellen rivalizált. 
Részt vett egy Elimination Chamber meccsen a SummerSlamen, ami a nehézsúlyú világbajnoki címért ment, de Orton inkább Triple H-nek segített azzal, hogy kiejtette Goldberget. Ezután mint "The Legend Killer" (Legenda Gyilkos) hirdette magát, mint egy fiatal szupersztár, aki a jövő nagy tehetsége. Sok legendát legyőzött. Az első igazi nagy meccse Shawn Michaels ellen volt (úgy hirdették Legenda vs Legenda gyilkos.) Bár némi segítséggel, de győzött és kivívta magának a tiszteletet. Eközben – mára már híressé vált mozdulata – az RKO elkezdett a névjegyévé válni. 
Az Interkontinentális címét a 2003-as Armageddon-on Rob Van Damtól megszerezte és a ma is rekordnak számító hét hónapig magánál tartotta. Ezután következett Orton Evolution-ös éveinek legkeményebb rivalizálása Mick Foley-val. Egyszer Foley azt javasolta, hogy legyen egy meccsük az Interkontinentális övért egy rajzszögekkel és szögesdrótokkal teletűzdelt ringben. Ezen a véres meccsen Orton győzött és vitathatatlanul ő lett a Legenda Gyilkos. 
2004 júliusában, a Vegneance eseményen Orton elvesztette az övet Edge ellen, amivel véget ért a 210 napig tartó rekord. Sokáig nem bánkódhatott, mert a SummerSlam-en legyőzte Chris Benoit-ot, így ő lett az új nehézsúlyú világbajnok. A meccs után kezet ráztak az "emberiesség" jeléül. Ennek az Evolution nem örült, meg is támadták, s ezzel megkezdődött egy új rivalizálás Orton életében. Sorozatos csatározások következtek az övért, de Orton mindig győzött.

### Egyéni kihívások (2005-2008)
Orton viszonyt folytatott Stacy Keiblerrel és volt egy rövid viszálya Christiannal 2005 februárjában. Február 28-ai RAW-on "Superstar" Billy Graham azt tanácsolta Ortonnak, hogy tegyen valami olyat, amiért emlékezni fognak rá. Graham tanácsát megfogadva Orton kijelentette: ő az az ember, aki meg fogja szakítani Undertaker veretlenségi sorozatát a Wrestlemanian. Március 21-én megint gonosz karakter lett azután, hogy kiosztott egy RKO-t Stacy Keibler-nek, aki eszméletét vesztette. 
Az Undertakerrel hosszabb ideig viszályt folytatott, aminek végeredménye a Hell in a cell adáson bontakozott ki: az Undertaker legyőzte Randyt és az apját. Nem sokkal később a DX támadásokat rótt Ortonra és Edgre. A két szupersztár szövetséget kötött egymással, ezzel létrejött a Rated-RKO tag-team csapat. A Tag Team világbajnoki címet is bezsebelték magunknak, de mivel mindketten a WWE bajnoki övet akarták, így csapatuk hamar felbomlott. 
Randy Orton következő ellenfele John Cena lett, aki már egy ideje uralja a WWE bajnoki címet. Megpróbálta elhódítani tőle, de nem sikerült. Emiatt meg is támadta őt, és annyi sérülést okozott Cenának, hogy egy ideig távol került a pankrációtól. 
A No Mercy fizetős gálán a WWE elnöke, Vince MCmahon kikiáltotta Randyt WWE Bajnoknak. Nem örülhetett sokáig, mert jött Triple H és elvette tőle a címet, ám ugyanezen a napon, a visszavágón (ami egy last man standing meccs volt) sikerült Ortonnak visszaszereznie az övet. (Így egy éjszaka alatt 2-szer szerezte meg a bajnoki övet.) A Blacklashen Triple H végül megverte Ortont és WWE Bajnok lett (egy fatal 4 way meccs keretében, a másik 2 tag John Cena és JBL volt). 
A visszavágóra az One Night Standan került sor, de Ortonnak nem sikerült visszaszereznie az övet. A meccs végén Tiple H a pörölyével odavert neki, emiatt egy ideig nem harcolt. A 2008-as év végén Orton létrehozta a Legacy csapatot. Randy a Wrestlemania 26-on egy három az igazság meccsen legyőzte egykori csapattársait, Cody Rhodest, és Ted DiBiase-t, s ezzel feloszlatta a Legacy formációt. 2009-ben megnyerte a Royal Rumble-t.

### Face turn és egyéni versenyzés (2010-2013)
A Wrestlemania 26 után a közönség megszerette és szinte egyből kapott egy Nehézsúlyú Világbajnoki meccset Jack Swagger ellen az Extreme Rules PPV gálán, ahol aztán alulmaradt a regnáló világbajnokkal szemben. Az egyik RAW adáson megtámadta őt Edge – egykori csapattársa – és ebből újabb meccs következett az Over the Limit gálán, ahol aztán mindkettőjüket kiszámolták. Ebben főszerepet játszott, hogy Randy megsérült. A következő fizetős gálára (Fatal 4-Way)-re már felépült, és a WWE világbajnoki címért harcolhatott John Cena-val, Edge-dzsel, és a bajnokkal Sheamus-szel egy Négy Esélyes meccsen, ahol aztán a Nexus közbeavatkozásának köszönhetően alulmaradt. 
A Money in the Bank PPV-n a RAW Létrás meccsén küzdhetett egy táskáért (ami a ring fölé van függesztve, és aki leszedi, az egy évig akárhol, akármikor beválthatja az aktuális világbajnok ellen), ezt végül nem szerezte meg. A július 19-ei RAW adáson legyőzte Edge-et és Chris Jericho-t, ezzel megszerezte az első számú kihívói jogot a SummerSlam gálára. Itt Sheamus-szel küzdhetett meg az övért, nyert is, de diszkvalifikációval, ami azt jelenti, hogy nem lett WWE bajnok. A következő fizetős gálán részt vett a WWE Világbajnoki övért folyó 6 Emberes Kiesős meccsen. Ezen a meccsen Sheamus-szel, Edge-dzsel, John Cena-val, és a Nexus vezetőjével, Wade Barrett-tel harcolt, és Sheamus-nek RKO-t adva megnyeri a 7 világbajnoki címét pályafutása során. Két héttel később legyőzte Sheamus-t egy Hell in a Cell mérkőzésen, megvédve a címet. A Survivor Series-en, majd a Bragging Rights gálán is megvédte övét a mindent bevető Wade Barrett ellen. 
2010. november 22-én a RAW-n elbukja az övet The Miz ellenében, aki beváltotta a Money in the Bank PPV-n szerzett kofferját, így ő lett az új WWE bajnok. A TLC PPV-n Orton esélyt kapott a visszavágásra, de nem sikerült neki visszaszerezni az övet. A Royal Rumble-ön bekerült a 40 emberes Royal Rumble meccsbe, de kiesett. (Lényege, hogy két ember kezdi és minden egyes percben egy új ember csatlakozik hozzájuk. Az az ember, aki a legfelső kötél felett átesve mindkét lábával érinti a talajt, kiesik. A győztes és egyben a kihívási jogot megkapó nyertes, aki utoljára a ringben marad.) A WWE Bajnoki övért folytatott Elimination Chamber meccsbe is bekerült, de nem sikerült nyernie. 
2013-ban benevezett a Royal Rumble-re, ahol Ryback dobta ki. Még az Elimination Chamber-be is benevezett a nehézsúlyú bajnoki övért, de Jack Swagger kiejtette. Ezt követően Ortont, Sheamust és a Big Showt folyamatosan támadta – az eddig veretlen – Pajzs csapat (Dean Ambrose, Seth Rollins, Roman Reigns). Ennek tetőpontja a Wrestlemania 29-en volt, ahol egy 6 fős tag-team meccs volt megrendezve, de Orton önbizalma miatt vesztettek, majd a Bigshow kiütötte vesztes csapattársait. Megkezdődött az Orton és Big Show között a viszály. Rivalizálásuk vége az Extreme Rules-on volt, ahol Orton legyőzte a világ legerősebb sportolóját egy street fight meccsen. Orton ezután Daniel Bryannel meg akarta szerezni a tag-team címeket a Pajzs, de sikertelenül.

### Money in the Bank WWE Contract nyertese és a WWE bajnoki cím (2013-napjainkig)
2013.07.14. Money in the Bank PPV-n a WWE Bajnoki címért járó szerződést megnyerte a Money in the Bank létrameccsen. CM Punk, Sheamus, Daniel Bryan, Christian és ezen az eseményen visszatérő Legendás Rob Van Dam ellene szerzett győzelmet. Kane is részt vett volna az eseményen, de az ezt megelőző heti Monday Night RAW élőműsorán sérülést szerzett a S.H.I.E.L.D. támadása által, így nem tudott rész venni.
A MITB PPV eseményet hirtelen megzavarta Curtis Axel Paul Heyman úgynevezett ügyfele, amit CM Punk nem is hagyott "szó" nélkül és egy GTS (Go To Sleeppel) el is küldte álommezőre. Ezután megjelent Paul Heyman is, aki kioktatta az eszméletlenül heverő Curtis Axel-t, ami érezhetően színjáték volt Paul Heyman részéről. CM Punk már a létra tetején volt és a táskáért kapdosott, amikor hátsó szándékkal Paul Heyman többször hozzávágott CM Punkhoz egy létrát, amitől leesett és végül könyörtelenül fejbe vágta a létrával, aminek következtében CM Punk-nak felrepedt a feje teteje (amit később 13 fémkapoccsal rögzítettek). Ekkor történt a meglepő fordulat: senkiről sem lehetett tudni, hogy az ájult pankrátorok közül ki lesz az, aki magához tér és megszerzi a bőröndöt. 
A közönség nagy örömére a ringbe bekeveredett Randy Orton, aki többszöri körülnézést követően kezdett felmászni a létrára és mikor a létra tetején volt, még ekkor is többször körbenézett az ájult pankrátor társaira, amikor végül kiakasztotta a hevederből a WWE címre feljogosító szerződést tartalmazó piros bőröndöt és megnyerte azt.
Több mint valószínű, hogy a RAW eseményeket is befolyásolja győzelme és Smackdownból – ezennel átkerült a RAW-ba piros bőrönddel a kezében. A SummerSlam-en beváltotta a táskát Daniel Bryan ellen, miután Triple H, a WWE bajnoki meccs speciális bírója kiosztotta Bryannek kivégző mozdulatát a mérkőzés végén. Ezután Orton beváltotta a táskát, és ő lett az új WWE bajnok. A címet a Night of Champions-on kell megvédenie, ahol azonban veszít Bryan ellen. 
A következő RAW-on Triple H elveszi az övet Bryan-től, mert szerinte csalt, mivel a bíró gyorsan számolt. Ez a viszály a Battleground-on folytatódott, melyen nem nyerte meg az övet, de Bryan sem, mert a Big Show kiütötte mindkettőt. A Hell In A Cellen ismét összecsaptak, ahol Shawn Michaels volt a vendégbíró. A meccsen Orton lett a bajnok, mivel Shawn lerúgta Bryant, amiért Bryan lerúgta Triple H-et. A Survivor Series-en Ortonnak Big Show ellen kellett megvédenie az övét, ahol győzelmet aratott. A TLC-n John Cena volt az ellenfele egy Asztalok, Létrák és Székek (TLC) meccsen. Orton leszedte a két övet, és ezzel ő lett az új egyesített WWE nehézsúlyú világbajnok, majd 2014-ben a Royal Rumble-n ismét megveri Cena-t. 
Az Elimination Chamber rendezvényen összecsap Daniel Bryan, John Cena, Cesaro, Christian és Sheamus ellen. Kane a meccs végén beavatkozik, így sikerül ismét megvédenie a címét. 2014. április 6-án a WrestleMania XXX-en egy "triple threat" meccsen összekerül Bryannel, és Batistaval. A meccset és az övet elbukja, mivel Bryan nyer. Ezt követően Triple H, Batista és Orton újraalapította az Evolution-t, és viszályba kezdtek a The Shield tagjai ellen. Összecsapnak velük az Extreme Rules-en és a Paybacken is, ám mindegyiket a Pajzs (The Shield) nyeri, majd nem sokkal később az Evolution feloszlik. 
A SummerSlam-en egyéni meccset vív Roman Reigns ellen, azonban vereséget szenved tőle; majd a Night of Champions-on egyéni meccsen legyőzi Chris Jericho-t. Októberben a Hell in a Cell-en John Cena ellen csap össze, a meccs tétje pedig az, hogy ki legyen az első számú kihívó a WWE bajnoki címért. A meccset Cena nyeri, Orton pedig a következő RAW-on "face turn"-ba kezd. Fellázad a Vezetőség ellen, és viszályba kezd Seth Rollins-al. A WrestleMania 31-en végül össze is csaptak, ahol Orton lett a győztes. 
2015. április 26-án, az Extreme Rules-on címmeccset vív Seth Rollins ellen, azonban most nem sikerül nyernie. Ezt követően a Paybacken, egy "Fatal 4-Way" meccsen ismét indul a bajnoki címért, melynek résztvevői Roman Reigns, Dean Ambrose és Seth Rollins voltak. Orton veszít, mivel ismét Rollins nyer. A Money in the Bank-on létrameccsen csap össze Sheamus, Neville, Roman Reigns, Kofi Kingston, Kane és Dolph Ziggler ellen, azonban a meccset elveszíti. Ezt követően viszályba kezd Sheamus-szal, majd 2015. július 19-én, a Battleground-on egyéni meccsen legyőzi. A SummerSlam-en ismét összecsapnak, ám ezúttal Orton alulmarad. 
Szeptember elején Orton viszályba kezdett Braun Strowman, Bray Wyatt és Luke Harper csapatával, a Wyatt családdal. Orton emiatt összeállt Ambrose-zal és Reigns-szel, majd együttesen néztek szembe a Wyatt családdal. Októberben, a Hell in a Cellen csaptak volna össze, de Orton vállsérülést szenvedett, így a mérkőzést törölték és több hónapos pihenőre kényszerült. 
2016. júliusában visszatért és a SummerSlamen összecsapott Brock Lesnarral. Lesnartól itt kiütéssel vereséget, ill. fejsérülést szenvedett. A felépülést követően ismét Bray Wyatt-el keveredett viszályba. Többször összecsaptak, de Orton végül belépett a Wyatt Családba. Decemberben a TLC rendezvényen Wyatt-tel megnyerték a WWE SmackDown Tag Team bajnoki címet Heath Slater és Rhyno ellen.
Orton 2017. január 29-én megnyerte a Royal Rumble-t, ezzel részt vehet a WrestleMania 33 megrendezésre kerülő címmeccsen. Orton ezután elutasította az esélyt a mérkőzésre, hisz Bray Wyatt volt a WWE Világbajnok. Később Wyatt az egyik SmackDown adáson jelent meg, majd Orton pedig a kivetítőn. Orton Bray őrült "helyén" volt, amit felgyújtott és vele együtt Wyatt egy részét, Sister Abigailt. Április 2-án a WrestleMania 33-on legyőzte Bray Wyatt-et és vált 9-szeres WWE Világbajnokká. 
Wyatt-tel folytatta viszályát ezután is, a Payback rendezvényen egy "House of Horrors" meccs keretein belül Wyatt szerezte meg a győzelmet, de a bajnoki cím nem került terítékre. Ezután a Szupersztár cserék miatt elkerültek egymástól (Wyatt a RAW-ra került, Orton maradt a SmackDown-on) és véget ért a viszályuk. 
Jinder Mahal átkerült a SmackDown-ra, és megnyert egy 6 fős küzdelmet Mojo Rawley, Sami Zayn, Luke Harper, Erick Rowan és Dolph Ziggler ellen, amivel első számú kihívóvá lett a Világbajnoki címre. Május 21-én a Backlash rendezvényen Orton elveszítette a címet Mahal ellen, majd a május 23-ai SmackDown-on bejelentésre került visszavágó mérkőzésük, ami a június 18-ai Money in the Bank rendezvényen kerül megrendezésre.

## A pankrációban
Befejező mozdulatai
- O–Zone – 2002
- RKO – 2003–napjainkig
- Punt Kick – 2007–2012, 2020-napjainkig

Gyakran használt mozdulatai
- Diving crossbody – 2002
- Dropkick
- Európai felütés (European uppercut)
- Ruhaszárító (Corner clothesline)
- Randy Orton Stomp
- Powerslam

Menedzserek
- Ric Flair
- "Cowboy" Bob Orton
- Lita
- Stacy Keibler
- Stephanie McMahon

Bevonuló zenéi
- Jim Johnston – "Blasting" (2002. április 25. – 2003. február 3. között)
- Motörhead – "Line in the Sand" (2003. július 14. – 2004. augusztus 23., 2014. április 14. – 2014. június 2.; az Evolution tagjaként)
- Mercy Drive – "Burn in My Light" (2004. augusztus 30. – 2008. május 5. között)
- Rev Theory – "Voices" (2008. május 12. – napjainkig)

## Eredményei
Ohio Valley Wrestling
- OVW Hardcore Championship (2x)

Pro Wrestling Illustrated
- Az év viszálya (2009) – Triple H ellen
- Az év leggyűlöltebb pankrátora (2007, 2009)
- Az év legtöbbet fejlődött pankrátora (2004)
- Az év legnépszerűbb pankrátora (2010)
- Az év újonca (2001)
- Az év pankrátora (2009, 2010)
- PWI közönség rangsor szerint az 1. helyet érte el az 500-ból. (2008)

World Wrestling Entertainment/WWE
- World Heavyweight Championship (4x)
  - 2004.08.15.: Legyőzte Chris Benoit-ot a SummerSlam-en.
  - 2011.05.06.: Legyőzte Christian-t a SmackDown-ban.
  - 2011.08.14.: Legyőzte Christian-t a SummerSlam-en egy "No Holds Barred" meccsen.
  - 2013.12.15.: Legyőzte John Cena-t a TLC-n.
- WWE World Heavyweight Championship (9x)
  - 2007.10.07.: Mr. McMahon adta át neki a No Mercy-n.
  - 2007.10.07.: Legyőzte Triple H-t a No Mercy-n.
  - 2009.04.26.: Backlash-en győzött egy 6 fős Tag Team meccsen.
  - 2009.06.15.: RAW-on győzött egy felnégyeléses meccsen Triple H, Cena és a Big Show ellen.
  - 2009.10.04.: Legyőzte John Cena-t a Hell in a Cell-en.
  - 2010.09.19.: A Night of Champions-on legyőzte Sheamus-t, Wade Barrett-et, John Cena-t, Edge-t és Chris Jericho egy elimination meccsen.
  - 2013.08.18.: SummerSlam-en beváltotta a Money in the Bank táskát Daniel Bryan ellen.
  - 2013.10.27.: Legyőzte Daniel Bryan-t a Hell in a Cell-en.
  - 2017.03.02.: Bray Wyatt-et győzte le a WrestleMania 33-on.
  - 2020.08.25.: Drew McIntyre-t győzte le a Hell in a Cell-en.
- WWE Intercontinental Championship (1x)
  - 2003.12.14.: Legyőzte Rob Van Dam-ot az Armageddon-on.
- WWE United States Championship (1x)
  - 2018.03.11.: Bobby Roode-ot győzte le a Fastlane-en.

- WWE World Tag Team Championship (1x)
  - 2006.11.13.: Csapattársával, Edge-vel (Rated-RKO) győztek a RAW-on Ric Flair és Roddy Piper ellen.
- WWE SmackDown Tag Team Championship (1x)
  - 2016.12.04.: Csapattársával, Bray Wyatt-el (The Wyatt Family) győztek Heath Slater és Rhyno ellen.
- WWE Raw Tag Team Championship (2x)
  - Matt Riddle-el legyőzték AJ Styles és Omos párosát a 2021-es Summerslam-en.
  - Matt Riddle-el legyőzték az Alpha Academy, illetve Seth Rollins és Kevin Owens csapatát a 2022 Március hetedikei RAW-n.
- Royal Rumble győzelem (2009, 2017)
- Money in the Bank győzelem (2013)
- Az év hashtag-je (2014) – #RKOOuttaNowhere
- 17. Triple Crown bajnok

Wrestling Observer Newsletter
- A legtöbb javított pankrátor (2004)
- A leginkább túlértékelt pankrátor (2013)

## Filmjei
| Év   | Cím                                             | Szerep         | Magyar hangja |
| ---- | ----------------------------------------------- | -------------- | ------------- |
| 2011 | Ez Vagyok Én (That's What I Am)                 | Ed Freel       |               |
| 2013 | 12 Menet 2: Újratöltve (12 Rounds 2: Reloaded)  | Nick Malloy    |               |
| 2015 | A halálraítélt 2 (The Condemned 2: Desert Prey) | Will Tanner    |               |
| 2016 | Shooter (TV Series)                             | James Richards |               |

## Magánélete
2007. szeptember 21-én házasságot kötött Samantha Spenoval. Első gyermekük (Alanna Marie Orton) 2008. július 12-én született. Orton lánya nevét a bal alkarjára tetováltatta. Orton és Speno 2013 júniusában elvált. 2015 júliusában eljegyezte Kimberly Kesslert, majd november 14-én össze is házasodtak.
Ortont 2013. július 30-án, egy WWE turné során megtámadta egy néző Fokvárosban, Dél-Afrikában. A WWE kijelentette: a támadás nem volt része a tervezett eseménynek.

## További információ
- WWE Top 10 gonoszság Randy Ortontól (youtube)
- WWE Top 10 extrém pillanat Randy Ortontól (youtube)

## Fordítás
Ez a szócikk részben vagy egészben  a   Randy_Orton című angol Wikipédia-szócikk fordításán alapul.  Az eredeti cikk szerkesztőit annak laptörténete sorolja fel. Ez a jelzés csupán a megfogalmazás eredetét és a szerzői jogokat jelzi, nem szolgál a cikkben szereplő információk forrásmegjelöléseként.